# AFC女子アジアカップ2022
AFC女子アジアカップ2022（英: AFC Women's Asian Cup 2022）は、2022年1月20日から2月6日にかけて、インドで開催された第20回目のAFC女子アジアカップである。アジアサッカー連盟（AFC）所属の女子サッカーナショナルチームによる大陸選手権大会。
この大会は2023 FIFA女子ワールドカップの予選を兼ね、開催地枠で出場できるオーストラリアを除いたチームのうち上位5チームが本大会出場権を獲得、それに次ぐ2チームが大陸間プレーオフに進出する。

## 概要
AFCは2019年10月26日に、今大会より本大会出場チーム数を8から12に拡大することを発表した。
本大会の開催時期は、当初は2022年10月の終わり-11月の頭が見込まれていると報じられていたものの、その後に2022年1月20日 - 2月6日の開催とすることが2021年1月28日に発表された。

## 開催地決定
開催地の立候補は2019年5月31日に締め切られ、以下の3協会が立候補を表明した。
- チャイニーズタイペイ
- インド
- ウズベキスタン

2020年2月19日に、AFCの女子委員会が開催地としてインドを推薦すると表明したことが発表された。その後インドが正式に開催国として決定された。

## 予選
開催地のチーム（ インド）ならびに、前回（2018年）大会の成績上位3チーム（ 日本・ オーストラリア・ 中華人民共和国）は予選免除。残る8チームを予選で選出する。
予選は2021年9月13日 - 25日にかけて実施された（ただし、A組とD組は10月に延期された）。
| 出場チーム           | 予選成績               | 出場回数         |
| -------------------- | ---------------------- | ---------------- |
| インド               | 免除（開催地）         | 6大会ぶり9回目   |
| 日本                 | 免除（前回大会優勝）   | 15大会連続17回目 |
| オーストラリア       | 免除（前回大会準優勝） | 5大会連続8回目   |
| 中華人民共和国       | 免除（前回大会3位）    | 15大会連続15回目 |
| チャイニーズタイペイ | A組1位                 | 4大会ぶり14回目  |
| ベトナム             | B組1位                 | 9大会連続9回目   |
| インドネシア         | C組1位                 | 13大会ぶり5回目  |
| ミャンマー           | D組1位                 | 2大会ぶり5回目   |
| 韓国                 | E組1位                 | 13大会連続13回目 |
| フィリピン           | F組1位                 | 2大会連続10回目  |
| イラン               | G組1位                 | 初出場           |
| タイ                 | H組1位                 | 9大会連続17回目  |

## 本大会

### 大会方式
本大会出場チームが12となるため、4チームずつの3組に分かれて1回総当たりで対戦したのち、各組上位2チームならびに各組3位チームのうち成績上位2チーム（合計8チーム）によるノックアウトトーナメントを行う。なおノックアウトステージでは3位決定戦は行わない。

### 会場
以下の3都市で開催される。当初はアフマダーバード（グジャラート州）、ブバネーシュワル（オリッサ州）、ナビムンバイの3都市での開催が予定されていたが、新型コロナウイルス感染症 (COVID-19) の世界的流行に伴い、会場をマハーラーシュトラ州の3都市に集約した上で、全試合無観客試合として開催することが決まった。
| マハーラーシュトラ州       | ムンバイ                         | ナビムンバイ           | プネー                                                 |
| -------------------------- | -------------------------------- | ---------------------- | ------------------------------------------------------ |
| ムンバイナビムンバイプネー | ムンバイ・フットボール・アリーナ | DYパティル・スタジアム | シュリー・シヴ・チャトラパティ・スポーツコンプレックス |
| ムンバイナビムンバイプネー | 収容人数: 18,000                 | 収容人数: 55,000       | 収容人数: 11,900                                       |
| ムンバイナビムンバイプネー |                                  |                        |                                                        |

### 組み合わせ抽選
組み合わせ抽選はクアラルンプールにて2021年10月28日 15:00（現地時間=UTC+8）より行われた。ポット分けは以下の通りで、開催地のインドが事前にシード順最上位で組み合わせのA1番に入ることが決まっているほかは、前回大会の成績に基づいて定められた。
| ポット  | チーム               | 前回大会 ランク | 抽選時の FIFA ランク |
| ------- | -------------------- | --------------- | -------------------- |
| ポット1 | インド               | 18              | 57                   |
| ポット1 | 日本                 | 1               | 13                   |
| ポット1 | オーストラリア       | 2               | 11                   |
| ポット2 | 中華人民共和国       | 3               | 19                   |
| ポット2 | タイ                 | 4               | 38                   |
| ポット2 | 韓国                 | 5               | 18                   |
| ポット3 | フィリピン           | 6               | 68                   |
| ポット3 | ベトナム             | 8               | 32                   |
| ポット3 | チャイニーズタイペイ | 10              | 39                   |
| ポット4 | ミャンマー           | 11              | 46                   |
| ポット4 | イラン               | 13              | 72                   |
| ポット4 | インドネシア         | 不参加          | 96                   |

### 出場国についての扱い
世界アンチ・ドーピング機関（WADA）は2021年10月7日に、WADAが定める規定にインドネシアおよびタイのドーピング対策機関が違反したことへの処分として、両機関の資格を一部停止するとともに、両国がWADAが定める大会に国旗を用いて参加することを禁止した。このことから今大会において両国は、AFCの案内上は国旗が表示される一方で、会場で掲出される旗は国旗とは別の旗となった。

### グループステージ
組み合わせ抽選の結果、グループステージの組み合わせは以下の通り決定した。

#### 順位決定方式
各グループにおいて、総当たり戦で勝ち点が並んだチームについては、以下の基準により順位を定める。
1. 勝ち点が並んだチーム同士の対戦における勝ち点
2. 勝ち点が並んだチーム同士の対戦における得失点差
3. 勝ち点が並んだチーム同士の対戦における得点数
4. 上記1-3の基準を適用して、2チーム以上のチームが並んでいる場合は、それらのチームのみに対して上記1-3の基準を再度適用するという手続きを繰り返す。これによりなお並ぶチームがある場合、以下の基準に進む。
5. グループ全試合での得失点差
6. グループ全試合での得点数
7. PK戦（2チームのみがここまでの基準で並び、かつ最終節で当該2チームが対戦している場合のみ）
8. イエローカード・レッドカードの数によるポイント（反則ポイント）
9. 抽選

各組3位チームの成績を比較する際は、「AFC Competition Operations Manual Appendix 2」（AFC大会運営規定 付則2）の規定に基づき
、以下の基準により順位を定める。なおグループ間でチーム数が異なる場合は、チーム数が多いグループの3位チームについては、グループ下位チームとの対戦戦績を除外して比較対象となる試合数を合わせる。
1. グループ全試合の勝ち点
2. グループ全試合の得失点差
3. グループ全試合の総得点
4. イエローカード・レッドカードの数によるポイント（反則ポイント。イエローカード1点, 1試合2枚のイエローカードによるレッドカード3点, 直接のレッドカード3点, イエローカードを受けた後のレッドカード4点）
5. 抽選

#### グループA
| 順 | チーム                   | 試 | 勝 | 分 | 敗 | 得 | 失 | 差  | 点 | 出場権                 |
| -- | ------------------------ | -- | -- | -- | -- | -- | -- | --- | -- | ---------------------- |
| 1  | 中華人民共和国 (Q)       | 2  | 2  | 0  | 0  | 11 | 0  | +11 | 6  | 決勝トーナメントに進出 |
| 2  | チャイニーズタイペイ (Q) | 2  | 1  | 0  | 1  | 5  | 4  | +1  | 3  | 決勝トーナメントに進出 |
| 3  | イラン                   | 2  | 0  | 0  | 2  | 0  | 12 | −12 | 0  |                        |
| 4  | インド (H)               | 0  | 0  | 0  | 0  | 0  | 0  | 0   | 0  | 出場辞退               |

1. ↑  インドは第2節（チャイニーズタイペイ戦）において、新型コロナウイルスの陽性者と負傷者があったことから、試合実施に必要な選手数の13人を登録できず、第3節（中国戦）も含めて試合を辞退することとなった。残る3チームについては、実施済みの第1節（イラン戦）は記録を無効として順位を決定する。[26]

| #1 | 2022年1月20日 19:30 UTC+5:30 |

| インド | 無効 (0 - 0) | イラン |
|        | レポート     |        |

| DYパティル・スタジアム（ナビムンバイ） 観客数: 0人 主審: Lara Lee |

| #2 | 2022年1月20日 15:30 UTC+5:30 |

| 中華人民共和国                               | 4 - 0             | チャイニーズタイペイ |
| 王霜 3分 (PK), 68分 · 王珊珊 9分 · 張馨 54分 | スタッツ レポート |                      |

| ムンバイ・フットボール・アリーナ（ムンバイ） 観客数: 0人 主審: Abirami Apbai Naidu |

| #7 | 2022年1月23日 15:30 UTC+5:30 |

| イラン | 0 - 7             | 中華人民共和国                                                                                     |
|        | スタッツ レポート | 王霜 28分, 49分 (PK) · 肖裕儀 43分 · 王珊珊 55分, 59分 · 唐佳麗 77分 · （Fatemeh Adeli） 82分 (OG) |

| ムンバイ・フットボール・アリーナ（ムンバイ） 観客数: 0人 主審: Pansa Chaisanit |

| #8 | 2022年1月23日 19:30 UTC+5:30 |

| チャイニーズタイペイ | 中止 | インド |
|                      |      |        |

| DYパティル・スタジアム（ナビムンバイ） |

| #13 | 2022年1月26日 19:30 UTC+5:30 |

| インド | 中止 | 中華人民共和国 |
|        |      |                |

| ムンバイ・フットボール・アリーナ（ムンバイ） |

| #14 | 2022年1月26日 19:30 UTC+5:30 |

| チャイニーズタイペイ                                    | 5 - 0             | イラン |
| 賴麗琴 4分, 31分, 65分 (PK) · 陳燕萍 40分 · 王湘惠 78分 | スタッツ レポート |        |

| DYパティル・スタジアム（ナビムンバイ） 観客数: 0人 主審: 小泉朝香 |

#### グループB
| 順 | チーム             | 試 | 勝 | 分 | 敗 | 得 | 失 | 差  | 点 | 出場権                 |
| -- | ------------------ | -- | -- | -- | -- | -- | -- | --- | -- | ---------------------- |
| 1  | オーストラリア (Q) | 3  | 3  | 0  | 0  | 24 | 1  | +23 | 9  | 決勝トーナメントに進出 |
| 2  | フィリピン (Q)     | 3  | 2  | 0  | 1  | 7  | 4  | +3  | 6  | 決勝トーナメントに進出 |
| 3  | タイ (Q)           | 3  | 1  | 0  | 2  | 5  | 3  | +2  | 3  | 決勝トーナメントに進出 |
| 4  | インドネシア       | 3  | 0  | 0  | 3  | 0  | 28 | −28 | 0  |                        |

| #3 | 2022年1月21日 15:30 UTC+5:30 |

| オーストラリア | 18 - 0            | インドネシア |
| カー 9分, 11分, 26分 (PK), 36分, 54分 · フォード 14分 · ファウラー 17分 · ラソ 24分, 88分 · カーペンター 34分, 49分 · ファンエグモンド 39分 (PK), 57分, 69分 · ヤロップ 59分 · サイモン 68分, 71分 · ルイク 78分 | スタッツ レポート |              |

| ムンバイ・フットボール・アリーナ（ムンバイ） 観客数: 0人 主審: Mahsa Ghorbani |

| #4 | 2022年1月21日 17:30 UTC+5:30 |

| タイ | 0 - 1             | フィリピン        |
|      | スタッツ レポート | マクダニエル 81分 |

| DYパティル・スタジアム（ナビムンバイ） 観客数: 0人 主審: Công Thị Dung |

| #9 | 2022年1月24日 17:30 UTC+5:30 |

| インドネシア | 0 - 4             | タイ                                      |
|              | スタッツ レポート | Chetthabut 27分, 36分, 71分 · Makris 76分 |

| DYパティル・スタジアム（ナビムンバイ） 観客数: 0人 主審: 山下良美 |

| #10 | 2022年1月24日 15:30 UTC+5:30 |

| フィリピン | 0 - 4             | オーストラリア                                                               |
|            | スタッツ レポート | カー 51分 · （ランドル） 53分 (OG) · ファンエグモンド 67分 · ファウラー 87分 |

| ムンバイ・フットボール・アリーナ（ムンバイ） 観客数: 0人 主審: Wang Chieh |

| #15 | 2022年1月27日 19:30 UTC+5:30 |

| オーストラリア                    | 2 - 1             | タイ                    |
| ファンエグモンド 39分 · カー 80分 | スタッツ レポート | Nipawan Panyosuk 90+3分 |

| ムンバイ・フットボール・アリーナ（ムンバイ） 観客数: 0人 主審: Thein Thein Aye |

| #16 | 2022年1月27日 19:30 UTC+5:30 |

| フィリピン                                                                         | 6 - 0             | インドネシア |
| ギロウ 6分 · ボールデン 27分 · アニス 56分, 82分 · ミクラット 74分 · セザール 94分 | スタッツ レポート |              |

| シュリー・シヴ・チャトラパティ・スポーツコンプレックス（プネー） 観客数: 0人 主審: Kim Yu-jeong |

#### グループC
| 順 | チーム       | 試 | 勝 | 分 | 敗 | 得 | 失 | 差 | 点 | 出場権                 |
| -- | ------------ | -- | -- | -- | -- | -- | -- | -- | -- | ---------------------- |
| 1  | 日本 (Q)     | 3  | 2  | 1  | 0  | 9  | 1  | +8 | 7  | 決勝トーナメントに進出 |
| 2  | 韓国 (Q)     | 3  | 2  | 1  | 0  | 6  | 1  | +5 | 7  | 決勝トーナメントに進出 |
| 3  | ベトナム (Q) | 3  | 0  | 1  | 2  | 2  | 8  | −6 | 1  | 決勝トーナメントに進出 |
| 4  | ミャンマー   | 3  | 0  | 1  | 2  | 2  | 9  | −7 | 1  |                        |

| #5 | 2022年1月21日 13:30 UTC+5:30 |

| 日本                                                              | 5 - 0             | ミャンマー |
| 植木理子 22分 · 長谷川唯 47分, 90+2分 · 猶本光 52分 · 成宮唯 70分 | スタッツ レポート |            |

| シュリー・シヴ・チャトラパティ・スポーツコンプレックス（プネー） 観客数: 0人 主審: Veronika Bernatskaia |

| #6 | 2022年1月21日 19:30 UTC+5:30 |

| 韓国                                                      | 3 - 0             | ベトナム |
| 池笑然 4分, 81分 (PK) · （Trần Thị Phương Thảo） 7分 (OG) | スタッツ レポート |          |

| シュリー・シヴ・チャトラパティ・スポーツコンプレックス（プネー） 観客数: 0人 主審: 秦亮 |

| #11 | 2022年1月24日 13:30 UTC+5:30 |

| ミャンマー | 0 - 2             | 韓国                            |
|            | スタッツ レポート | イ・グンミン 50分 · 池笑然 84分 |

| シュリー・シヴ・チャトラパティ・スポーツコンプレックス（プネー） 観客数: 0人 主審: ケイシー・レイベルト |

| #12 | 2022年1月24日 19:30 UTC+5:30 |

| ベトナム | 0 - 3             | 日本                              |
|          | スタッツ レポート | 成宮唯 38分, 58分 · 熊谷紗希 50分 |

| シュリー・シヴ・チャトラパティ・スポーツコンプレックス（プネー） 観客数: 0人 主審: Lara Lee |

| #17 | 2022年1月27日 13:30 UTC+5:30 |

| 日本         | 1 - 1             | 韓国             |
| 植木理子 1分 | スタッツ レポート | Seo Ji-youn 85分 |

| シュリー・シヴ・チャトラパティ・スポーツコンプレックス（プネー） 観客数: 0人 主審: Edita Mirabidova |

| #18 | 2022年1月27日 13:30 UTC+5:30 |

| ベトナム                                                  | 2 - 2             | ミャンマー                                  |
| グエン・ティ・トゥイエット・ズン 47分 · フイン・ヌー 64分 | スタッツ レポート | Win Theingi Tun 28分 · Khin Marlar Tun 49分 |

| DYパティル・スタジアム（ナビムンバイ） 観客数: 0人 主審: Ranjita Devi Tekcham |

#### 各組3位チーム
グループAのインドの棄権に伴い、各組3位チームの成績を比較する際は、グループB・Cの3位チームについては当該グループ4位のチームとの対戦戦績を除外する。
| 順 | グ | チーム       | 試 | 勝 | 分 | 敗 | 得 | 失 | 差  | 点 | 出場権                 |
| -- | -- | ------------ | -- | -- | -- | -- | -- | -- | --- | -- | ---------------------- |
| 1  | B  | タイ (Q)     | 2  | 0  | 0  | 2  | 1  | 3  | −2  | 0  | 決勝トーナメントに進出 |
| 2  | C  | ベトナム (Q) | 2  | 0  | 0  | 2  | 0  | 6  | −6  | 0  | 決勝トーナメントに進出 |
| 3  | A  | イラン       | 2  | 0  | 0  | 2  | 0  | 12 | −12 | 0  |                        |

### 決勝トーナメント
|  | 準々決勝             | 準々決勝   |                     |      | 準決勝 | 準決勝 |  |  | 決勝 | 決勝 |
|  |                      |            |                     |      |        |        |  |  |      |      |
|  |                      |            |                     |      |        |        |  |  |      |      |
|  |                      |            |                     |      |        |        |  |  |      |      |
|  | 中華人民共和国       | 3          |                     |      |        |        |  |  |      |      |
|  | 中華人民共和国       | 3          |                     |      |        |        |  |  |      |      |
|  | ベトナム             | 1          |                     |      |        |        |  |  |      |      |
|  | ベトナム             | 1          | 中華人民共和国 (PK) | 2(4) |        |        |  |  |      |      |
|  |                      |            | 中華人民共和国 (PK) | 2(4) |        |        |  |  |      |      |
|  |                      | 日本       | 2(3)                |      |        |        |  |  |      |      |
|  | 日本                 | 日本       | 2(3)                | 7    |        |        |  |  |      |      |
|  | 日本                 |            |                     | 7    |        |        |  |  |      |      |
|  | タイ                 | 0          |                     |      |        |        |  |  |      |      |
|  | タイ                 | 0          | 中華人民共和国      | 3    |        |        |  |  |      |      |
|  |                      |            | 中華人民共和国      | 3    |        |        |  |  |      |      |
|  |                      | 韓国       | 2                   |      |        |        |  |  |      |      |
|  | オーストラリア       | 韓国       | 2                   | 0    |        |        |  |  |      |      |
|  | オーストラリア       |            |                     | 0    |        |        |  |  |      |      |
|  | 韓国                 | 1          |                     |      |        |        |  |  |      |      |
|  | 韓国                 | 1          | 韓国                | 2    |        |        |  |  |      |      |
|  |                      |            | 韓国                | 2    |        |        |  |  |      |      |
|  |                      | フィリピン | 0                   |      |        |        |  |  |      |      |
|  | チャイニーズタイペイ | フィリピン | 0                   | 1(3) |        |        |  |  |      |      |
|  | チャイニーズタイペイ |            |                     | 1(3) |        |        |  |  |      |      |
|  | フィリピン (PK)      | 1(4)       |                     |      |        |        |  |  |      |      |
|  | フィリピン (PK)      | 1(4)       |                     |      |        |        |  |  |      |      |

#### 準々決勝
| #19 | 2022年1月30日 17:30 UTC+5:30 |

| 中華人民共和国                        | 3 - 1             | ベトナム                              |
| 王霜 25分 · 王珊珊 52分 · 唐佳麗 53分 | スタッツ レポート | グエン・ティ・トゥイエット・ズン 11分 |

| DYパティル・スタジアム （ナビムンバイ） 観客数: 0人 主審: Jeong Oh-hyeon |

| #20 | 2022年1月30日 13:30 UTC+5:30 |

| オーストラリア | 0 - 1             | 韓国        |
|                | スタッツ レポート | 池笑然 87分 |

| シュリー・シヴ・チャトラパティ・スポーツコンプレックス（プネー） 観客数: 0人 主審: 秦亮 |

| #21 | 2022年1月30日 13:30 UTC+5:30 |

| 日本                                                                                     | 7 - 0             | タイ |
| 菅澤優衣香 27分, 65分 (PK), 80分, 83分 · 宮澤ひなた 45+2分 · 隅田凜 48分 · 植木理子 75分 | スタッツ レポート |      |

| DYパティル・スタジアム（ナビムンバイ） 観客数: 0人 主審: ケイシー・レイベルト |

| #22 | 2022年1月30日 19:30 UTC+5:30 |

| チャイニーズタイペイ                    | 1 - 1 (延長)      | フィリピン                                                                         |
| 卓莉萍 82分                             | スタッツ レポート | クインリー・クエザダ 49分                                                          |
|                                         | PK戦              |                                                                                    |
| 丁旗 王湘惠 陳英惠 許翊筠 蘇芯芸 卓莉萍 | 3 - 4             | Sara Castañeda Tahnai Annis Jessica Miclat Hali Long Olivia McDaniel Sarina Bolden |

| シュリー・シヴ・チャトラパティ・スポーツコンプレックス（プネー） 観客数: 0人 主審: Thein Thein Aye |

#### 準決勝
| #23 | 2022年2月3日 19:30 UTC+5:30 |

| 中華人民共和国               | 2 - 2 (延長)      | 日本                                       |
| 吳澄舒 46分 · 王珊珊 119分   | スタッツ レポート | 植木理子 26分, 103分                       |
|                              | PK戦              |                                            |
| 張馨 張睿 楊莉娜 高晨 王珊珊 | 4 - 3             | 熊谷紗希 長谷川唯 清水梨紗 長野風花 南萌華 |

| シュリー・シヴ・チャトラパティ・スポーツコンプレックス（プネー） 観客数: 0人 主審: Lara Lee |

| #24 | 2022年2月3日 13:30 UTC+5:30 |

| 韓国                     | 2 - 0             | フィリピン |
| 趙昭賢 4分 · 孫華妍 34分 | スタッツ レポート |            |

| シュリー・シヴ・チャトラパティ・スポーツコンプレックス（プネー） 観客数: 0人 主審: Chatsanit Pansa |

#### 決勝
| #25 | 2022年2月6日 16:30 UTC+5:30 |

| 中華人民共和国                               | 3 - 2             | 韓国                                                   |
| 唐佳麗 68分 (PK) · 張琳艷 72分 · 肖裕儀 93分 | スタッツ レポート | チェ・ユリ(崔有利) 27分 · チ・ソヨン(池笑然) 48分 (PK) |

| DYパティル・スタジアム（ナビムンバイ） 観客数: 0人 主審: Casey Reibelt |

### ワールドカップ代表決定戦
FIFA女子ワールドカップのアジアからの出場枠が、開催地として出場権を得ているオーストラリアを除いて「直接の出場枠5チーム・大陸間プレーオフの出場枠2チーム」であることから、準々決勝敗退のチームで以下の通りプレーオフを行う。
- A：オーストラリアが準々決勝で勝利した（ベスト4に進出した）場合
  - 準々決勝の敗者4チームが2チームずつに分かれて（「準々決勝1の敗者 vs 準々決勝3の敗者」と「準々決勝2の敗者 vs 準々決勝4の敗者」）1試合対戦する。勝った2チームはワールドカップの直接の出場権を得、負けた2チームは大陸間プレーオフの出場権を得る。
- B：オーストラリアが準々決勝で敗退した場合
  - 準々決勝の敗者のうちオーストラリアを除いた3チームが1回総当たりで対戦する。最上位チームがワールドカップの直接の出場権を得、それ以外の2チームは大陸間プレーオフの出場権を得る。
- C：オーストラリアがグループリーグで敗退した場合
  - 準々決勝の敗者の4チームでノックアウト方式の5位-8位決定戦を行う（決定戦初戦は「準々決勝1の敗者 vs 準々決勝3の敗者」と「準々決勝2の敗者 vs 準々決勝4の敗者」で行い、その勝者同士で5位決定戦、その敗者同士で7位決定戦）。5位チームがワールドカップの直接の出場権を得、6位・7位のチームは大陸間プレーオフの出場権を得る。

1月24日の試合結果により、Cの方式となる可能性は消滅した。準々決勝にてオーストラリアが韓国に敗れたため、Bの方式で残りのワールドカップ出場権を争うことになった。対戦日程は以下の通り決定した。
| 順 | チーム               | 試 | 勝 | 分 | 敗 | 得 | 失 | 差 | 点 | 出場権                 |
| -- | -------------------- | -- | -- | -- | -- | -- | -- | -- | -- | ---------------------- |
| 1  | ベトナム             | 2  | 2  | 0  | 0  | 4  | 1  | +3 | 6  | ワールドカップに出場   |
| 2  | チャイニーズタイペイ | 2  | 1  | 0  | 1  | 4  | 2  | +2 | 3  | 大陸間プレーオフに出場 |
| 3  | タイ                 | 2  | 0  | 0  | 2  | 0  | 5  | −5 | 0  | 大陸間プレーオフに出場 |

| #26 | 2022年2月2日 13:30 UTC+5:30 |

| タイ | 0 - 2             | ベトナム                                  |
|      | スタッツ レポート | フイン・ヌー 19分 · タイ・ティ・タオ 24分 |

| DYパティル・スタジアム（ナビムンバイ） 観客数: 0人 主審: Edita Mirabidova |

| #27 | 2022年2月4日 13:30 UTC+5:30 |

| チャイニーズタイペイ              | 3 - 0             | タイ |
| 蘇育萱 44分, 84分 · 陳英惠 90+3分 | スタッツ レポート |      |

| DYパティル・スタジアム（ナビムンバイ） 観客数: 0人 主審: キム・ユージョン |

| #28 | 2022年2月6日 13:00 UTC+5:30 |

| ベトナム                                                         | 2 - 1             | チャイニーズタイペイ |
| チュオン・ティ・キエウ 7分 · グエン・ティ・ビック・トゥイー 56分 | スタッツ レポート | 蘇育萱 50分          |

| DYパティル・スタジアム（ナビムンバイ） 観客数: 0人 主審: 山下良美 |

## 優勝国
| 2022 AFC女子アジアカップ優勝国    |
| --------------------------------- |
| · 中華人民共和国 · 5大会振り9回目 |

## 表彰
| 大会最優秀選手 | 大会得点王          | ベストゴールキーパー | フェアプレー賞 |
| -------------- | ------------------- | -------------------- | -------------- |
| 王珊珊         | サム・カー（7得点） | 朱鈺                 | 韓国           |

## 2023 FIFA女子ワールドカップ出場国
本大会出場
- 中華人民共和国（優勝）
- 韓国（準優勝）
- 日本（3位）
- フィリピン（3位）
- ベトナム（5位）

大陸間プレーオフ出場
- チャイニーズタイペイ（6位）
- タイ（7位）

### 大会規定
- COMPETITION REGULATIONS AFC WOMEN'S ASIAN CUP INDIA 2022 (PDF)  - アジアサッカー連盟公式サイト （英語）